# 8 май
8 май е 128-ият ден в годината според григорианския календар (129-и през високосна година). Остават 237 дни до края на годината.

## Събития
- 1559 г. – В Англия е приет Актът за супремацията, с който кралица Елизабет I става глава на Англиканската църква.
- 1794 г. – По време на Якобинска диктатура, за антиреволюционна дейност френският химик Антоан Лавоазие, който е откривател на кислорода, е обвинен, осъден и гилотиниран за един ден в Париж.
- 1821 г. – Гърците побеждават турците в Битката при Гравия.
- 1849 г. – Първата международно призната регата е спечелена от яхтата „Перлата на Бермуда“.
- 1886 г. – Фармацевтът Джон Пембъртън създава газирана напитка, която по-късно става популярна като Coca-Cola.
- 1898 г. – Провеждат се първите мачове от Италианската футболна лига.
- 1899 г. – Създаден е Ирландски литературен театър в Дъблин.
- 1914 г. – Учредена е филмовата къща Paramount Pictures.
- 1921 г. – Швеция отменя смъртното наказание.
- 1945 г. – Втора световна война: Повечето въоръжени сили на Нацистка Германия прекратяват активни военни действия, във връзка с подписаната безусловна капитулация на страната от Алфред Йодл предишния ден.
- 1972 г. – Виетнамската война: Американският президент Ричард Никсън издава заповед да се поставят мини в най-големите пристанища в Северен Виетнам, за да се предотврати доставката на оръжие и стоки за страната.
- 1978 г. – За първи път е изкачен връх Еверест без кислороден апарат от Райнхолд Меснер и Петер Хабелер.
- 1980 г. – Унищожаването на едрата шарка официално е потвърдено от Световната здравна организация.
- 1984 г. – СССР обявява, че ще бойкотира Летните олимпийски игри в Лос Анджелис.
- 1990 г. – Естонският парламент гласува за промяна на името на страната на Република Естония от Естонска съветска социалистическа република.
- 1997 г. – Самолетът при полет 3456 на „Чайна Саутерн Еърлайнс“ се разбива при кацане на летище „Шънджън Хуангтиан“, Шънджън, Китай, при което загиват 35 души.
- 2002 г. – Ясер Арафат призовава на арабски език палестинците да спрат своите атаки срещу израелците.
- 2009 г. – Пуснат е в експлоатация първият участък от Втория радиус на Първи метродиаметър на Софийското метро.

## Родени
- 1653 г. – Клод Луи Ектор дьо Вилар, френски маршал († 1734 г.)
- 1698 г. – Хенри Бейкър, английски естестволог († 1774 г.)
- 1753 г. – Мигел Идалго и Костиля, мексикански национален герой († 1811 г.)
- 1818 г. – Едуард Тотлебен, руски генерал († 1884 г.)
- 1828 г. – Анри Дюнан, основател на Червения кръст, Нобелов лауреат († 1910 г.)
- 1846 г. – Емил Гале, френски художник († 1904 г.)
- 1879 г. – Александър Мутафов, български художник († 1957 г.)
- 1881 г. – Никола Милев, български историк († 1925 г.)
- 1884 г. – Хари С. Труман, 33-ти президент на САЩ († 1972 г.)
- 1893 г. – Иван Кинов, български политик († 1967 г.)
- 1898 г. – Райчо Славков, български военен деец († 1953 г.)
- 1899 г. – Фридрих Хайек, австрийски икономист († 1992 г.)
- 1903 г. – Фернандел, френски актьор († 1971 г.)
- 1904 г. – Борис Ливанов, руски актьор († 1972 г.)
- 1906 г. – Роберто Роселини, италиански режисьор († 1977 г.)
- 1911 г. – Робърт Джонсън, американски музикант († 1938 г.)
- 1912 г. – Гертруд Фусенегер, австрийска писателка († 2009 г.)
- 1914 г. – Ромен Гари, френски писател († 1980 г.)
- 1920 г. – Том от Финландия, финландски илюстратор († 1991 г.)
- 1926 г. – Дейвид Атънбъро, британски учен
- 1929 г. – Цвятко Николов, български актьор († 1970 г.)
- 1937 г. – Цанчо Цанчев, български кинооператор († 1999 г.)
- 1938 г. – Жан Жиро, френски художник († 2012 г.)
- 1940 г. – Рики Нелсън, американски музикант († 1985 г.)
- 1941 г. – Жоржета Чакърова, българска актриса
- 1943 г. – Пол Самюъл-Смит, британски музикант
- 1945 г. – Кийт Джарет, американски музикант
- 1948 г. – Анета Сотирова, българска актриса
- 1953 г. – Алекс Ван Хален, американски барабанист
- 1954 г. – Стивън Фърст, американски актьор
- 1958 г. – Симон Клейнсма, нидерландска певица и актриса
- 1960 г. – Франко Барези, италиански футболист
- 1963 г. – Мишел Гондри, френски сценарист
- 1964 г. – Мелиса Гилбърт, американска актриса
- 1965 г. – Антонио Ананиев, български футболист
- 1968 г. – Александър Фишбейн, американски гросмайстор
- 1970 г. – Александра Потър, британска писателка
- 1971 г. – Кендис Найт, американска певица
- 1973 г. – Арелано, мексикански футболист
- 1975 г. – Енрике Иглесиас, испански музикант
- 1976 г. – Станислава Азова, българска певица
- 1978 г. – Габриел Далиш, румънски поет
- 1980 г. – Венцислав Бонев, български футболист

## Починали
- 535 г. – Йоан II, римски папа (* неизв.)
- 685 г. – Бенедикт II, римски папа (* неизв.)
- 1671 г. – Себастиан Бурдон, френски художник (* 1616 г.)
- 1672 г. – Жан-Арман дьо Тревил, френски офицер (* 1598 г.)
- 1794 г. – Антоан Лавоазие, френски химик (* 1743 г.)
- 1809 г. – Огюстен Пажу, френски скулптор (* 1730 г.)
- 1873 г. – Джон Стюарт Мил, британски философ (* 1806 г.)
- 1876 г. – Васил Петлешков, български революционер (* 1845 г.)
- 1880 г. – Гюстав Флобер, френски писател (* 1821 г.)
- 1883 г. – Мидхат паша, велик везир на Османската империя (* 1822 г.)
- 1891 г. – Елена Блаватска, руска писателка, теософ (* 1831 г.)
- 1903 г. – Пол Гоген, френски художник постимпресионист (* 1848 г.)
- 1917 г. – Лукан Хашнов, български инженер (* 1862 г.)
- 1925 г. – Тодор Паница, български революционер (* 1879 г.)
- 1932 г. – Петър Гудев, министър-председател на България (* 1862 г.)
- 1936 г. – Освалд Шпенглер, германски историк и философ (* 1880 г.)
- 1952 г. – Уилям Фокс, американски кинопродуцент (* 1879 г.)
- 1960 г. – Хюго Алфвен, шведски композитор (* 1872 г.)
- 1961 г. – Михаил Доростолски и Червенски, български духовник (* 1884 г.)
- 1965 г. – Йордан Захариев, български учен (* 1877 г.)
- 1975 г. – Ейвъри Бръндидж, американски спортен функционер (* 1887 г.)
- 1977 г. – Тодор Павлов, български политик (* 1890 г.)
- 1982 г. – Жил Вилньов, канадски пилот от Ф1 (* 1950 г.)
- 1985 г. – Теодор Стърджън, американски писател (* 1918 г.)
- 1988 г. – Робърт Хайнлайн, американски писател фантаст (* 1907 г.)
- 1995 г. – Алексей Шелудко, български физик и химик (* 1920 г.)
- 1995 г. – Тереса Тен, тайванска певица (* 1953 г.)
- 1999 г. – Анастас Примовски, български етнограф, юрист и белетрист (* 1911 г.)
- 1999 г. – Дърк Богард, британски актьор (* 1921 г.)
- 2010 г. – Андор Лилиентал, унгарско-съветски шахматист (* 1911 г.)
- 2010 г. – Хоакин Капия, мексикански състезател по скокове във вода (* 1928 г.)

## Празници
- Международен ден на Червения кръст и Червеният полумесец
- Двудневно (8 – 9 май) възпоменание и помирение за жертвите на Втората световна война, обявено през 2004 г. от Общото събрание на ООН
- България – Празник на село Видлица
- Италия – Празник на град Бари и на община Вербания
- Латвия – Ден в памет на жертвите от Втората световна война
- Туркменистан – Ден на памет на националните герои на Световната война 1941 – 1945
- Украйна – Ден за възпоменание и победа над нацизма през Втората световна война 1939 – 1945
- Южна Корея – Ден на родителите